# RFC Spy
RFC Spy is een Belgische voetbalclub uit Spy. De club is aangesloten bij de KBVB met stamnummer 4258 en heeft rood en groen als kleuren. De club speelde in haar bestaan een paar jaar in de nationale reeksen.

## Geschiedenis
Rond de Eerste Wereldoorlog werd al gevoetbald in Spy, maar het bleef bij vriendschappelijke wedstrijden. Op 23 mei 1928 werd FC Spy opgericht. De club sloot zich aan bij de Belgische Voetbalbond en kreeg er stamnummer 1194. Spy speelde in rode en groene kleuren. De ploeg klom al gauw op en bereikte in 1932 de hoogste Naamse reeks. De club bleef er meerdere seizoenen spelen. Tijdens de Tweede Wereldoorlog viel het voetbal even stil. Toch ontstond in Spy een tweede club, CS Spy. De twee clubs ging samen en men sloot op 14 juli 1945 aan bij de Belgische Voetbalbond. Voortaan speelde men verder onder het nieuwe stamnummer 4258.
FC Spy speelde weer in de lagere provinciale reeksen. In het begin van de jaren 70 klom men weer op naar het hoogste provinciale niveau, na een titel in Derde Provinciale in 1972 en een titel in Tweede Provinciale in 1973. Een jaar later greep men in de hoogste provinciale reeks naast de titel. FC Spy bleef de volgende elf seizoenen in Eerste Provinciale. In 1978 en 1980 won men de Beker van Namen.
Begin jaren 80 moest men echter een stap terugzetten naar Tweede Provinciale. De club bleef proberen terug te keren naar de hoogste provinciale reeks, wat uiteindelijk lukte in 1990. In Eerste Provinciale werd de club een van de beteren en in 1994 werd men er vice-kampioen. In 1998 greep Spy opnieuw naast de titel, die men moest laten aan US Beauraing 61. In de nationale reeksen verdwenen echter AC Hemptinne-Eghezée en KFC Poederlee, en door de vrijgekomen plaatsen kon RFC Spy onverwacht toch mee promoveren. Voor het eerste bereikte men zo de nationale Vierde Klasse. De club had echter niet meer de nodige versterkingen kunnen halen. Men eindigde dat eerste seizoen in Vierde Klasse dan ook afgetekend op de allerlaatste plaats en Spy zakte weer naar Eerste Provinciale in 1999.
Ondanks een zege in de provinciale beker in 2000, verliepen de eerste seizoenen na de degradatie moeizaam. In 2002 werd men toch weer vice-kampioen in Eerste Provinciale en mocht men naar de provinciale eindronde. Daar werd men echter uitgeschakeld door CS Han-sur-Lesse.
In 2005 vierde de club haar 60-jarig bestaan en ook sportief kende men succes. RFC Spy werd kampioen in Eerste Provinciale en promoveerde zo voor de tweede maal naar Vierde Klasse. Opnieuw werd men allerlaatste in de reeks en net als de vorige keer zakte men na amper een seizoen weer naar Eerste Provinciale.

## Resultaten
| Seizoen | Klasse | Klasse | Klasse | Klasse | Klasse | Klasse | Klasse | Klasse | Klasse | Reeks                | Punten | Opmerkingen                                              |
|         | I      | I      | II     | III    | IV     | P.I    | P.II   | P.III  | P.IV   |                      |        |                                                          |
| ------- | ------ | ------ | ------ | ------ | ------ | ------ | ------ | ------ | ------ | -------------------- | ------ | -------------------------------------------------------- |
| 2008/09 |        |        |        |        |        | 2      |        |        |        | Eerste Prov. Namen   | 66     |                                                          |
| 2009/10 |        |        |        |        |        | 3      |        |        |        | Eerste Prov. Namen   | 59     |                                                          |
| 2010/11 |        |        |        |        |        | 6      |        |        |        | Eerste Prov. Namen   | 47     |                                                          |
| 2011/12 |        |        |        |        |        | 6      |        |        |        | Eerste Prov. Namen   | 48     |                                                          |
| 2012/13 |        |        |        |        |        | 3      |        |        |        | Eerste Prov. Namen   | 51     |                                                          |
| 2013/14 |        |        |        |        |        | 10     |        |        |        | Eerste Prov. Namen   | 37     |                                                          |
| 2014/15 |        |        |        |        |        | 14     |        |        |        | Eerste Prov. Namen   | 25     |                                                          |
| 2015/16 |        |        |        |        |        |        | 1      |        |        | Tweede Prov. Namen A | 72     |                                                          |
|         | 1A     | 1B     | 1Am    | 2Am    | 3Am    | P.I    | P.II   | P.III  | P.IV   |                      |        | Vanaf 2016-17 zijn er 3 nationale en 2 regionale niveaus |
| 2016/17 |        |        |        |        |        | 1      |        |        |        | Eerste Prov. Namen   | 66     |                                                          |
| 2017/18 |        |        |        |        | 14     |        |        |        |        | Derde klasse Am.     | 22     |                                                          |
| 2018/19 |        |        |        |        |        | 1      |        |        |        | Eerste Prov. Namen   | 65     |                                                          |
| 2019/20 |        |        |        |        | 14     |        |        |        |        | Derde klasse Am.     | 21     |                                                          |
| 2020/21 |        |        |        |        |        | -      |        |        |        | Eerste Prov. Namen   | -      | Seizoen geschrapt wegens Covid-19                        |
| 2021/22 |        |        |        |        |        | 7      |        |        |        | Eerste Prov. Namen   |        |                                                          |
| 2022/23 |        |        |        |        |        | 7      |        |        |        | Eerste Prov. Namen   |        |                                                          |
| 2023/24 |        |        |        |        |        | 6      |        |        |        | Eerste Prov. Namen   | 47     |                                                          |
| 2024/25 |        |        |        |        |        | 10     |        |        |        | Eerste Prov. Namen   | 37     |                                                          |
| 2025/26 |        |        |        |        |        |        |        |        |        | Eerste Prov. Namen   |        |                                                          |

## Bekende (oud-)spelers
- Aboubacar M'Baye Camara
- Frédéric Pierre